# Batara
Batara (nep. बतरा) – gaun wikas samiti w środkowej części Nepalu w strefie Narajani w dystrykcie Bara. Według nepalskiego spisu powszechnego z 2001 roku liczył on 452 gospodarstw domowych i 3055 mieszkańców (1500 kobiet i 1555 mężczyzn).